# The Bee Gees Sing and Play 14 Barry Gibb Songs
A The Bee Gees Sing and Play 14 Barry Gibb Songs című lemez a Bee Gees együttes első nagylemeze, gyakorlatilag a korábban kiadott kislemezek válogatásgyűjteménye.
1965 októberében a Festival Records stúdiójába vonult az együttes, és a már korábban felvett és kislemezen kiadott 9 szám mellett rögzítették az I Was a Lover, a Leader of Men – I Don't Think It's Funny – How Love Was True – To Be or Not To Be és az  And the Children Laughing számokat. 
A Festival Records lemezét a Leedon 1965 novemberében jelentette meg.

## Az album dalai
1. I Was a Lover, a Leader of Men (Barry Gibb) – 3:35
2. I Don't Think It's Funny (Barry Gibb) – 2:52
3. How Love Was True (Barry Gibb) – 2:12
4. To Be Or Not To Be (Barry Gibb) – 2:10
5. Timber (Barry Gibb) – 1:46
6. Claustrophobia (Barry Gibb) – 2:14
7. Could It Be (Barry Gibb) – 2:03
8. And the Children Laughing (Barry Gibb) – 3:20
9. Wine and Women (Barry Gibb) – 2:52
10. Don't Say Goodbye (Barry Gibb) – 2:23
11. Peace of Mind (Barry Gibb) – 2:20
12. Take Hold of That Star (Barry Gibb) – 2:38
13. You Wouldn't Know (Barry Gibb) – 2:05
14. Follow the Wind (Barry Gibb) – 2:07

## Az album dalaiból megjelent kislemezek, EP-k
- 1963 Timber! / Take Hold of That Star – Leedon (LK-412)
- 1964 Peace of Mind / Don't Say Goodbye – Leedon (LK-534)
- 1964 Claustrophobia / Could It Be – Leedon (LK-696)
- 1965 Every Day I Have to Cry / You Wouldn't Know – Leedon (LK-920)
- 1965 Wine and Women / Follow the Wind – Leedon (LK 1070)
- 1965 I Was a Lover, a Leader of Men / And the Children Laughing – Leedon (LK-1150)

EP-k
- 1963 Timber! / Take Hold of That Star / The Battle of The Blue and Grey / The Three Kisses of Love – Leedon (LX-10747)
- 1965 Wine and Women / Follow the Wind / Peace of Mind / Don't Say Goodbye – Leedon (LK-11099)
- 1965 Turn Around, Look at Me / Everyday I Have to Cry / Wine and Women / Peace of Mind – Festival (FX 11539)

## Közreműködők
- Barry Gibb – ének, gitár
- Robin Gibb – ének, orgona
- Maurice Gibb – ének, vokál, gitár
- Laurie Wardman – dob
- Bill Swindells – basszusgitár
- Bruce Davis – gitár
- Leith Ryan – gitár